# Guillermo I de Normandía
Guillermo I de Normandía (dc.910-942), llamado Guillermo Larga-Espada, era hijo natural de Hrolf Ganger y de Poppa de Bayeux. Se le consideraba el segundo duque de Normandía aunque dicho título no existiría como tal hasta el siglo XI. Él era, ante todo, el Jarl de los normandos del Sena.

## El sucesor de Hrolf
Un poema escrito poco después de que muriera Guillermo I pone de manifiesto que éste nació en ultramar, de una madre cristiana y de un padre que era, todavía, pagano. Este último Hrolf no era en aquel momento el jarl de la futura Normandía. Era todavía un jefe vikingo que recorría los mares a la búsqueda de algunas tierras susceptibles de ser saqueadas.
Una vez instalado por Carlos el Simple en Normandía (911), Guillermo pasó a ser el jarl de este territorio. Dudon de Saint-Quentin explica que, hacia el 927 Hrolf no estaba capacitado para gobernar. Una asamblea de normandos y bretones eligió a Guillermo como jefe. Bothon de Bessin, otrora compañero de armas y fiel vasallo de Rollo, fue su tutor y educó no sólo en el idioma de sus antepasados, sino también sus artes de guerra. Lo mismo durante los primeros años de Ricardo. Apenas elegido, se encomendó a Carlos el Simple.
Es harto difícil bosquejar un retrato del nuevo jarl de los normandos del Sena. El poema de Dudon de Saint-Quentin tiende a ser, más bien, una hagiografía. Sin embargo no cabe la menor duda de que Guillermo fue, al contrario que su padre, un verdadero cristiano. En 935 se casó, cristianamente, con Luitgarda, hija de Herberto II, conde de Vermandois. El jarl hizo diferentes donaciones a los canónigos del monte Saint-Michel e hizo restaurar la abadía de Jumièges, a la que pensaba retirarse.
El principado de Guillermo corresponde a una consolidación de la joven Normandía. Dudon presenta al jarl como un restaurador de la paz y del orden. Lucien Musset, le describe, más recientemente, como: «el principal artesano de la resurrección normanda. A él se le debe atribuir el éxito definitivo del injerto escandinavo en el tronco romano-franco que permitió al Estado fundado en 911 atravesar victoriosamente la crisis general que vivió en los años 940 el mundo escandinavo de Occidente».

## Guillermo y los bretones
Hacia 931, Bretaña ocupada por los normandos del Loira, pasaba por un período dificultoso. Los bretones se rebelaron contra los ocupantes. Guillermo I, apoyado por los normandos del Loira, invadió la Bretaña. Los líderes bretones Alano II de Bretaña y Juhel Berenguer de Rennes fueron abatidos. El primero huyó a la otra Mancha; el segundo se reconcilió con el normando.
Pero ¿son éstas las consecuencias de la victoria de Guillermo? Dudon de Saint-Quentin repite porfiadamente que Guillermo Larga-Espada era el duque de los Normandos y de los Bretones. Sin embargo se ha encontrado en el Monte Saint-Michel una pieza que le designa como duque de los Bretones. Estos últimos aparecen repetidas veces alrededor del jarl. Como si Bretaña formara parte de las tierras dominadas por Guillermo. Más bien que una conquista, Musset sugiere que era un protectorado de Normandía sobre Bretaña.
En 933 Guillermo rindió homenaje al rey Raúl por «la tierra de los Bretones situada a orillas del mar». No se trata, por supuesto, de Bretaña, ya que el soberano no tenía ningún derecho sobre este territorio. Los historiadores consideran, habitualmente, que esta concesión concernía a Cotentin y Avranchin, regiones cedidas a los bretones por un rey carolingio sesenta y seis años más tarde. En 933, Normandía casi había alcanzado su extensión definitiva.
No obstante, Kart-Ferdinand Werner, advierte que no se tiene ninguna prueba fehaciente de que el décimo jarl de Ruan dominara, efectivamente, estos confines occidentales. La concesión del rey Raúl (formal, dado que él no controlaba esta parte de Normandía), induce, sobre todo a Guillermo, a someter a los bretones del Cotentin integrándolos a su reino por medio del homenaje del jarl.

## La rebelión de Rioulf
Hacia el 934 Guillermo se encontró enfrentado a una rebelión de normandos dirigidos por Rioulf (Herjólfr). El origen geográfico de esta rebelión es incierto. Guillermo de Jumièges habla de "el interior de Normandía". El cronista del siglo XII Orderico Vital escribió que Rioulf procedía de Evreux, en tanto que Lucien Muset opina que los normandos rebeldes provenían del Oeste, ya que dado su origen franco (por su madre) y su política favorable a los Francos, estaban más próximos al jarl. Rioulf condujo a los revolucionarios hasta las murallas de Ruan, donde Guillermo derrotó a los adversarios.
Este episodio no fue ignorado por los historiadores. Según su criterio no fue más que la rebelión de los vikingos que ocupaban el Oeste o el centro de Normandía, que no querían someterse a la autoridad de los jarls de Ruan. Aunque breve, este acontecimiento puso de manifiesto la tesis de una Normandía imperfectamente controlada por los descendientes de Hrolf. Rioulf fue el ejemplo de uno de estos líderes vikingos, independientes del poder de Ruan.

## La emboscada de Picquigny
Con Arnulfo I de Flandes, Herberto II de Vermandois y Hugo el Grande, Guillermo I formaba parte de un pequeño grupo de príncipes que tenían un cometido preponderante en el Norte del reino. Unas veces aliados, otras enfrentados, apoyaban o se oponían al rey indistintamente.
En los años 935/40 el jarl se casó, cristianamente, con Luitgarda de Vermandois, hija de Herberto II, conde de Vermandois. En 936, según Dudon Saint Quentin, el apoyo normando resultó decisivo para restablecer en el trono de Francia al pretendiente carolingio Louis d’Outremer. Pero en 940, Guillermo se alió con el duque de los Francos Hugo el Grande y con Herberto II de Vermandois, contra Arnulfo de Flandes. Guillermo les ayudó en los asedios de Reims y de Laon hasta conseguir un acuerdo con Louis d’Outremer.
Las relaciones entre Normandía y Flandes eran precarias. En 925, cuando Rollo era todavía el jarl de los normandos, Arnulfo I había tomado la fortaleza de Eu, pero en 939 Guillermo y Arnould prestaron juramento, conjuntamente, al rey Otón I de Alemania, en contra del rey de los francos. En 938/939, Herluin II conde de Ponthieu perdió Montreuil-sur-Mer a manos del conde Arnulfo I de Flandes (y de Artois) y solicitó la ayuda de Guillermo Larga-Espada. Finalmente intervinieron los normandos. Según Richer y Dudon de Saint- Quentin el jarl de Ruan combatió personalmente. Montreuil fue recuperado en 939. Una vez recuperada su ciudad, Herluin rindió homenaje de fidelidad a Guillermo, por Ponthieu. Los normandos controlaban la Picardía marítima impidiendo, de esta manera, la expansión del principado flamenco hacia el Sur.
El suceso de Montreuil quizá explique el trágico fin de Guillermo I. El 17 de diciembre de 942 Guillermo fue invitado por Arnulfo de Flandes a una entrevista, urdida por los príncipes francos, contrarios al aumento de poder de Normandía, con el pretexto de un acuerdo, la entrevista tenía que llevarse a cabo en un lugar llamado Picquigny. Apenas habían acabado de firmar la paz, ambos príncipes, en una isla del Río Somme, cuando Guillermo I fue asesinado a traición, posiblemente por Balduino, hijo del conde de Cambrai, y por orden de Arnulfo I.

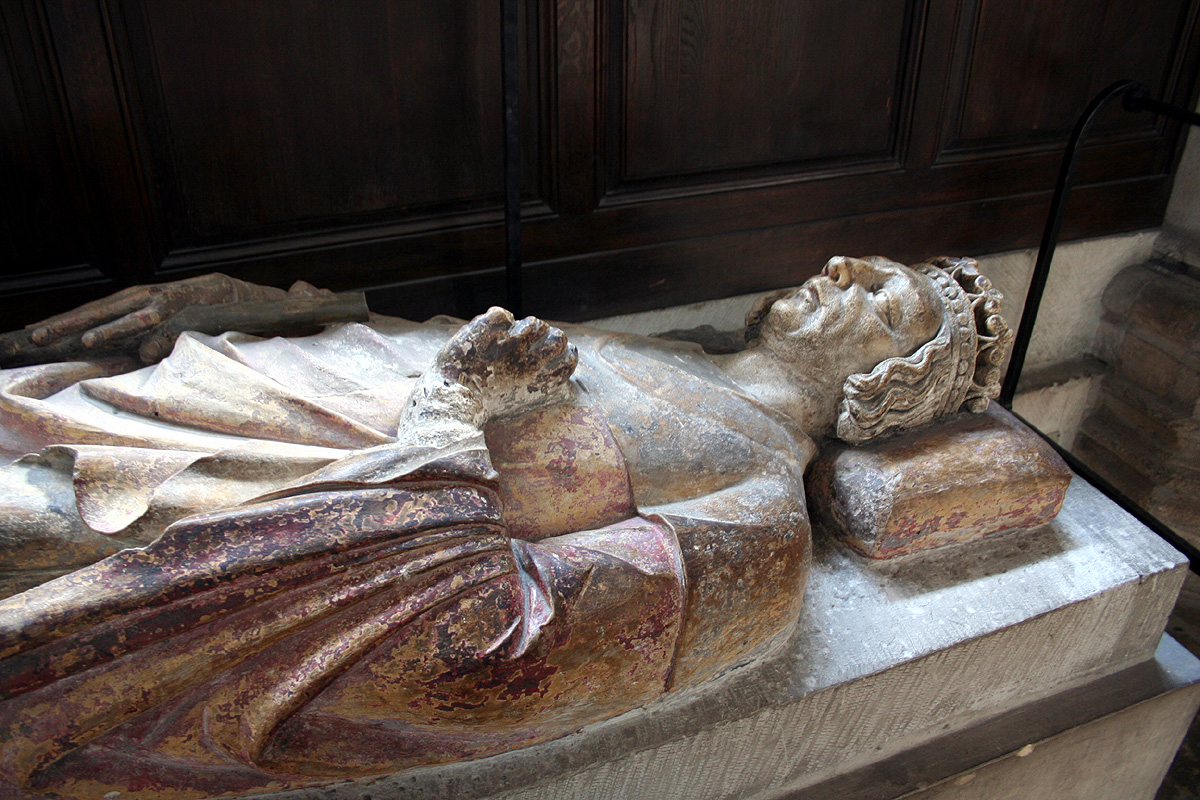
Estatua funeraria de Guillermo Larga-Espada en la catedral de Notre-Dame de Ruan.

Sus fieles recuperaron su cuerpo. Encima de él se encuentra una llave, una llave que abre un cofre que guarda un paño, el paño de los monjes. Su tumba se encuentra en la catedral de Ruan.

## Familia y descendencia
Se casó en dos ocasiones:
Un primer matrimonio con Liutgarda, hija de Herberto II de Vermandois. Sin descendencia. Tras enviudar se casó de nuevo con el conde Teobaldo I de Blois;
Otra relación con Sprota, hija de Bernard de Senlis, casada more danico. Fruto de esa relación nació Ricardo I de Normandía.